# 성대 (어류)
성대(학명: Chelidonichthys kumu)는 양성대과에 속하는 물고기의 일종이다. 몸길이 40cm 정도이고, 성대의 머리는 단단한 골판으로 둘러싸여 있다. 주둥이 끝에 짧은 가시가 있다. 가슴지느러미는 길고 넓으며, 몸의 표면은 미세한 둥근 비늘로 덮여 있고, 몸빛은 보라색을 띤 빨강으로 적홍색의 큰 얼룩무늬가 흩어져 있다. 가슴지느러미의 안쪽은 담록색 바탕으로 푸른 선을 두르고 있으며, 아랫부분에 파란색의 작은 얼룩무늬가 흩어져 있어 아름답다.
또한 성대는 주로 작은 새우, 게, 갯가재, 작은 물고기 등 바다 밑바닥에서 생활하는 동물을 잡아먹으며, 태어난지 1년에 약 15cm, 2년 뒤에는 22cm, 5년 뒤에 32cm 정도로 된다. 또한 성대의 몸길이 30cm 정도부터 성숙해지고 성대의 산란기는 여름이다. 알은 수정 후 4일 만에 부화하며 부레로 소리를 낸다. 고기는 희고 맛이 담백하여 고급어로 취급된다. 수심 100m 정도의 바닷속에서 산다.